# Gyllenborg
Gyllenborg var en svensk adelig slægt, der nedstammede fra tyskeren Johan Wollimhaus fra Thüringen. Hans søn Simon Wollimhaus (død 1658) indkaldtes som provisor på det kgl. hofapotek 1624 og blev apoteker i Upsala 1628. Hans sønner Jakob og Anders Wollimhaus opnåede begge statens højeste embeder og adledes, den første 1680 under navnet Gyllenborg, den anden 1686 under navnet Leijonstedt. 

## Kendte medlemmer
- Jakob Gyllenborg
- Olof Gyllenborg
- Carl Gyllenborg
- Johan Gyllenborg
- Fredrik Gyllenborg
- Henning Adolf Gyllenborg
- Gustaf Fredrik Gyllenborg